# Yohimbina
La yohimbina es un alcaloide indol derivado de la corteza del árbol Pausinystalia johimbe en África central. Se utiliza principalmente como tratamiento para la disfunción eréctil. Las marcas comerciales incluyen: Erex, Testomar, Yocon, Yohimar, Yohimbe. Es un estimulante con efectos afrodisíacos e IMAO leves que actúa principalmente como un antagonista de los receptores adrenérgicos α2. Está disponible en algunos países bajo prescripción médica para el tratamiento de la xerostomía y disfunciones sexuales inducidas por inhibidores selectivos de la recaptación de serotonina. La yohimbina produce un perfil similar al del TDAH.

## Usos médicos

### Efectos secundarios de ISRS
Existe un potencial uso de la yohimbina para el tratamiento de la disfunción sexual inducida por inhibidores selectivos de la recaptación de serotonina (ISRS). Un estudio ha demostrado la habilidad de la yohimbina de aumentar la función física como también el deseo en pacientes tomando ISRS. La yohimbina ha demostrado ser eficaz en el tratamiento de boca seca causada por el uso de antidepresivos, sin embargo la gran mayoría de la evidencia se ha centrado en pacientes tomando un antidepresivo tricíclico.

### Otros usos
La yohimbina ha sido usada para la xerostomía, como un agente de aumento de la presión arterial en casos de fallo autonómico, y como una sonda urinaria para la actividad noradrenérgica.
La adición de yohimbina a la fluoxetina o venlafaxina ha sido encontrada de aumentar la acción antidepresiva de ambos agentes.
La yohimbina se ha utilizado para facilitar la recuperación de los recuerdos traumáticos en el tratamiento de trastorno de estrés postraumático (TEPT). El uso de la yohimbina fuera de los entornos terapéuticos podría no ser adecuado para las personas que sufren de TEPT. En farmacología, la yohimbina se utiliza como una sonda para los adrenoreceptores α2. En medicina veterinaria, la yohimbina es usada para revertir la anestesia de la droga xilacina en animales grandes y pequeños.

## Efectos secundarios
Dependiendo de la dosis, la yohimbina puede aumentar o disminuir la presión arterial sistémica (a través de la vasoconstricción o vasodilatación, respectivamente); pequeñas cantidades de yohimbina pueden aumentar la presión, mientras que grandes cantidades pueden disminuir peligrosamente la presión.
El índice terapéutico de la yohimbina es bastante baja; el intervalo entre una dosis eficaz y una dosis peligrosa es muy estrecho. Los efectos perceptibles comienzan con menos de la mitad de un miligramo. Una dosis típica para la disfunción sexual sería de 15-30 mg, mientras que 100 mg serían considerados peligrosos. Las sobredosis también podrían precipitar en reacciones de tipo pánico, ataques al corazón, y posiblemente la muerte.
Alucinaciones o parálisis pueden ocurrir con dosis superiores a 40 mg. Dosis más altas de yohimbina oral pueden crear numerosos efectos secundarios, tales como taquicardia, sobreestimulación, presión arterial anómala, sudoración fría, e insomnio. En raros casos han ocurrido ataques de pánico, alucinaciones, cefaleas, mareos, y enrojecimiento de la piel.
La sobredosis de yohimbina puede causar priapismo. Hay poca evidencia para el uso de pseudoefedrina en el tratamiento del priapismo. La Asociación de Urología de Estados Unidos recomienda la inyección intracavernosa de fenilefrina.
Los efectos adversos graves por sobredosis de yohimbina pueden incluir convulsiones y falla renal. La yohimbina no debe ser consumido por cualquier persona con enfermedades en el hígado, riñón, o corazón, o con trastornos psicológicos.

### Precauciones y contraindicaciones
La corteza de Yohimbe está en la lista de suplementos peligrosos de la FDA. Los niveles de yohimbina que están presentes en el extracto de corteza de yohimbe son variables y a menudo muy bajas. Por lo tanto, aunque la corteza de yohimbe se ha utilizado tradicionalmente para aliviar la disfunción eréctil masculina, no hay suficiente evidencia científica para formar una conclusión definitiva en esta área.
En África, la yohimbina se ha utilizado tradicionalmente como un afrodisíaco. Sin embargo, es importante señalar que mientras que los términos yohimbina, clorhidrato de yohimbina, y extracto de corteza de yohimbe están relacionados, no son intercambiables.
Además de la sustancia química activa principal, la yohimbina, el árbol Pausinystalia yohimbe contiene aproximadamente 55 otros alcaloides, de los cuales la yohimbina representa el 1% a 20% de los alcaloides totales. Entre ellos, la corynanthina es un bloqueador del receptor α1. De ahí que el uso de extracto de yohimbe en dosis suficientes podría proporcionar un bloqueo concomitante de los receptores α1 y α2 y por lo tanto podría mejorar las erecciones mejor que la yohimbina sola.

### Interacciones
Al menos 14 días deben transcurrir entre la interrupción de la terapia con IMAO y el inicio del tratamiento con yohimbina.
La investigación en gatos sugiere que la yohimbina aumenta los efectos de los estimulantes catecolaminérgicos, principalmente la anfetamina y el modafinilo.

## Farmacología
La yohimbina tiene una alta afinidad para los receptores adrenérgicos alfa 2 (α2), una afinidad moderada para los receptores α1, 5-HT1A, 5-HT1B, 5-HT1D, 5-HT1F, 5-HT2B, y D2, y una afinidad débil para los receptores 5-HT1E, 5-HT2A, 5-HT5A, 5-HT7, y D3. Se comporta como un antagonista en los receptores adrenérgico-α1, adrenérgico-α2, 5-HT1B, 5-HT1D, 5-HT2A, 5-HT2B, y D2, y como un agonista parcial en 5-HT1A. En altas concentraciones, la yohimbina interactúa con los receptores de serotonina y dopamina.

### Perfil farmacológico
| Objetivo Molecular | Afinidad de Unión (Ki en nM) | Acción Farmacológica | Especie | Fuente          |
| ------------------ | ---------------------------- | -------------------- | ------- | --------------- |
| SERT               | 1.000                        | Inhibidor            | Humano  | Corteza Frontal |
| 5-HT1A             | 346                          | Agonista Parcial     | Humano  | Clonado         |
| 5-HT1B             | 19,9                         | Antagonista          | Humano  | Clonado         |
| 5-HT1D             | 44,3                         | Antagonista          | Humano  | Clonado         |
| 5-HT1E             | 1.264                        | Desconocido          | Humano  | Clonado         |
| 5-HT1F             | 91,6                         | Desconocido          | Humano  | Clonado         |
| 5-HT2A             | 1.822                        | Antagonista          | Humano  | Clonado         |
| 5-HT2B             | 143,7                        | Antagonista          | Humano  | Clonado         |
| 5-HT7              | 2.850                        | Desconocido          | Humano  | Clonado         |
| α1A                | 1.680                        | Antagonista          | Humano  | Clonado         |
| α1B                | 1.280                        | Antagonista          | Humano  | Clonado         |
| α1C                | 770                          | Antagonista          | Humano  | Clonado         |
| α1D                | 557                          | Antagonista          | Humano  | Clonado         |
| α2A                | 1,05                         | Antagonista          | Humano  | Clonado         |
| α2B                | 1,19                         | Antagonista          | Humano  | Clonado         |
| α2C                | 1,19                         | Antagonista          | Humano  | Clonado         |
| D2                 | 339                          | Antagonista          | Humano  | Clonado         |
| D3                 | 3.235                        | Antagonista          | Humano  | Clonado         |

## Investigación
Además, la yohimbina inhibe la función de las enzimas de la monoamino oxidasa, aunque no está claro si se trata de un inhibidor reversible de la monoamina oxidasa A, un inhibidor monoamino oxidasa A (MAOA) o monoamino oxidasa B (MAOB).
Los IMAOs están generalmente contraindicados para su uso junto con comidas ricas en tiramina. Algunas compañías han combinado la yohimbina con tiramina en sus productos energéticos. Sin embargo, la tiramina falló en potenciar el efecto de la yohimbina excepto por aumentar en cierta manera el aumento en dihidroxifenilglicina.
A pesar de sus propiedades IMAO, no perdona la degradación de las triptaminas, (por ejemplo, la dimetiltriptamina) que permanecen oralmente inactivos al ser coadministrados, lo que sugiere que la yohimbina es potencialmente un inhibidor selectivo de la MAOB.
La yohimbina fue explorada como remedio para la diabetes mellitus tipo 2 en modelos animales y humanos llevando polimorfismos del gen del receptor adrenérgico-α2A.